# 拜尔布伦
拜尔布伦（德語：Baierbrunn，發音：[ˈbaɪɐbʁʊn]）是德国巴伐利亚州上巴伐利亚行政区慕尼黑县的市镇，面积7.21平方千米，2023年12月31日人口为3,426人。